# Prowincja Batina
Prowincja Batina (arab. ولاية باتنة) – jedna z 48 prowincji Algierii, znajdująca się w północno-wschodniej części kraju. 